# Q (formát čísel)
Qm.n je notace zavedená firmou Texas Instruments pro zápis parametrů binárních čísel s pevnou řádovou čárkou. Číselný formát označovaný např. Q23.8 znamená, že čísla s pevnou řádovou čárkou v tomto formátu mají 23 bitů před řádovou čárkou a 8 bitů za.
Ke stejnému účelu bylo používano několik dalších zápisů, např. u procesorů ARM se do počtu číslic před řádovou čárkou počítá i znaménko, takže skutečný počet číslic je o jednu menší.